# Garitas de la ciudad de México

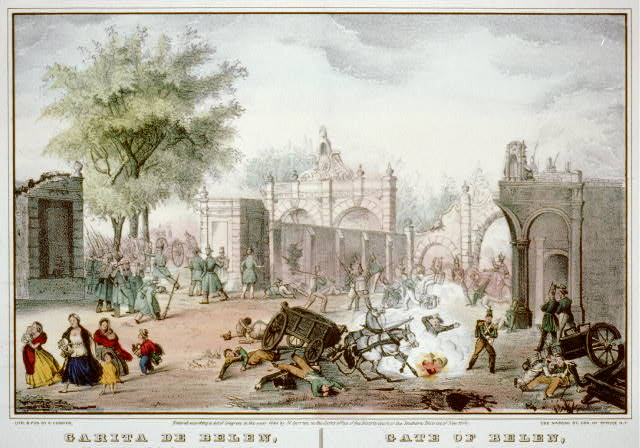
Imagen de la garita de Belén durante la Batalla de Chapultepec en 1847.

Las garitas de la Ciudad de México fueron un sistema defensivo de acceso a la capital, que funcionaron desde el siglo XVII hasta finales del XIX. Tuvieron como función principal el cobro de impuestos a mercancías, evitar el contrabando de las que eran monopolio de la Corona Española, así como ser resguardo militar. Fueron suprimidas a partir de 1896.

## Contexto histórico
Aunque existió la intención de realizarlo, la Ciudad de México no contó con un sistema defensivo para la protección de la urbe. En México-Tenochtitlan, la defensa de la ciudad aprovechaba la situación lacustre ante un eventual ataque externo, mediante el uso de puentes móviles de madera en tramos estratégicos de las calzadas que conectaban el islote con tierra firme. Dicho sistema fue usado en la defensa de la ciudad en la Conquista de México, causando bajas considerables a las tropas españolas en la llamada Noche triste, cuando una mujer avisó que los españoles huían la noche del 30 de junio de 1520 por la calzada de Tlacopan. Al llegar a la intersección con el canal Acalolco o de los Toltecas (actual cruce de las avenidas Hidalgo y Paseo de la Reforma), una anciana mexica que había salido a tomar agua en un cántaro advirtió la huida de los españoles y dio aviso a los mexicas, quienes en minutos coparon a los españoles en canoas y retiraron los puentes de madera, provocando que muchos soldados españoles y caballos se ahogaran en el lago. Además de estos dispositivos, sólo el Templo Mayor de la capital fue rodeado de un muro con forma de serpiente denominado coatepantli.
Ya bajo dominio español, el proyecto de contar con un sistema de murallas para proteger la ciudad fue considerado siguiendo las convenciones urbanísticas europeas, pero nunca se realizó por el costo que implicaría y otras razones como el aprovechamiento de la situación lacustre ante un ataque externo, y que las poblaciones indígenas a finales del siglo XVI ya no representaban un peligro militar en si.
El principal impuesto cobrado por el Imperio Español en sus dominios fue la alcabala. Hasta 1753, fue el Consulado de Comerciantes quién tuvo la concesión de esta recaudación en la Nueva España, ingresando el porcentaje respectivo a las arcas de la Real Hacienda. En 1657, el rey dispuso qué se cobraran por adelantado los impuestos a las mercancías que entraban a la Ciudad de México, por lo que fue necesario construir un sistema de garitas o aduanas que permitiera dicho pago y evitara el contrabando de mercancías sin impuestos, siento esta la principal función de las construcciones.
En la segunda mitad del siglo XVIII como parte de las Reformas borbónicas, la Corona Española implementó una serie de medidas económicas para reforzar los ingresos por impuestos y entre ellas se dispuso que la Real Hacienda retomara el cobro de las alcabalas, pasando a su control las garitas. A finales del siglo XVIII, el número de ellas aumentó a 13, interviniendo en su construcción arquitectos como Ignacio Castera.

## Características
Las garitas tuvieron diferencias en sus construcciones y ampliaciones constantes en función de las actividades que desempeñaban. El paso por estas construcciones para los arrieros y cargadores de mercancías era obligatorio y se realizaba en un horario diurno, por lo que la construcción servía también para que los comerciantes pernoctaran en espera de que sus mercancías se tasaran. Algunos de los elementos que las caracterizaban eran:
- Un pórtico con arquería, en la que se realizaban el conteo y recepción de mercancías
- Un despacho para los funcionarios fiscales
- Habitaciones para el personal que laboraba en el lugar.

En el caso de la Aduana del Pulque, el personal con el que contaba a finales del siglo XVIII era:
Durante la época en que el Consulado de Comerciantes tenía el control de las garitas, existió un cuerpo de guardias que realizó rondines recorriendo todas las garitas por las noches, compuesto por tres cabos de ronda y 20 guardias, quienes recorrían las garitas de las nueve de la noche hasta las cinco de la mañana del día siguiente.
La pretensión del gobierno fue que todas las garitas estuvieran conectadas a través de zanjas por la cual corriera agua, con el fin de evitar el contrabando de mercancías, lo cual nunca se logró del todo. Incluso la propia función disuasiva del contrabando no funcionó adecuadamente al ser la Ciudad de México un espacio abierto en la mayoría de su superficie y no contar con murallas de ningún tipo.

## Ubicación
Las garitas fueron edificaciones repartidas en lo que se consideraba entonces los límites de la Ciudad de México. Su época de esplendor ocurrió con la implementación de las Reformas borbónicas. Entonces fueron divididas en bajas, ubicadas en los límites de la ciudad y altas, ubicadas en puntos distantes.

### Garitas bajas

#### Garita de Peralvillo

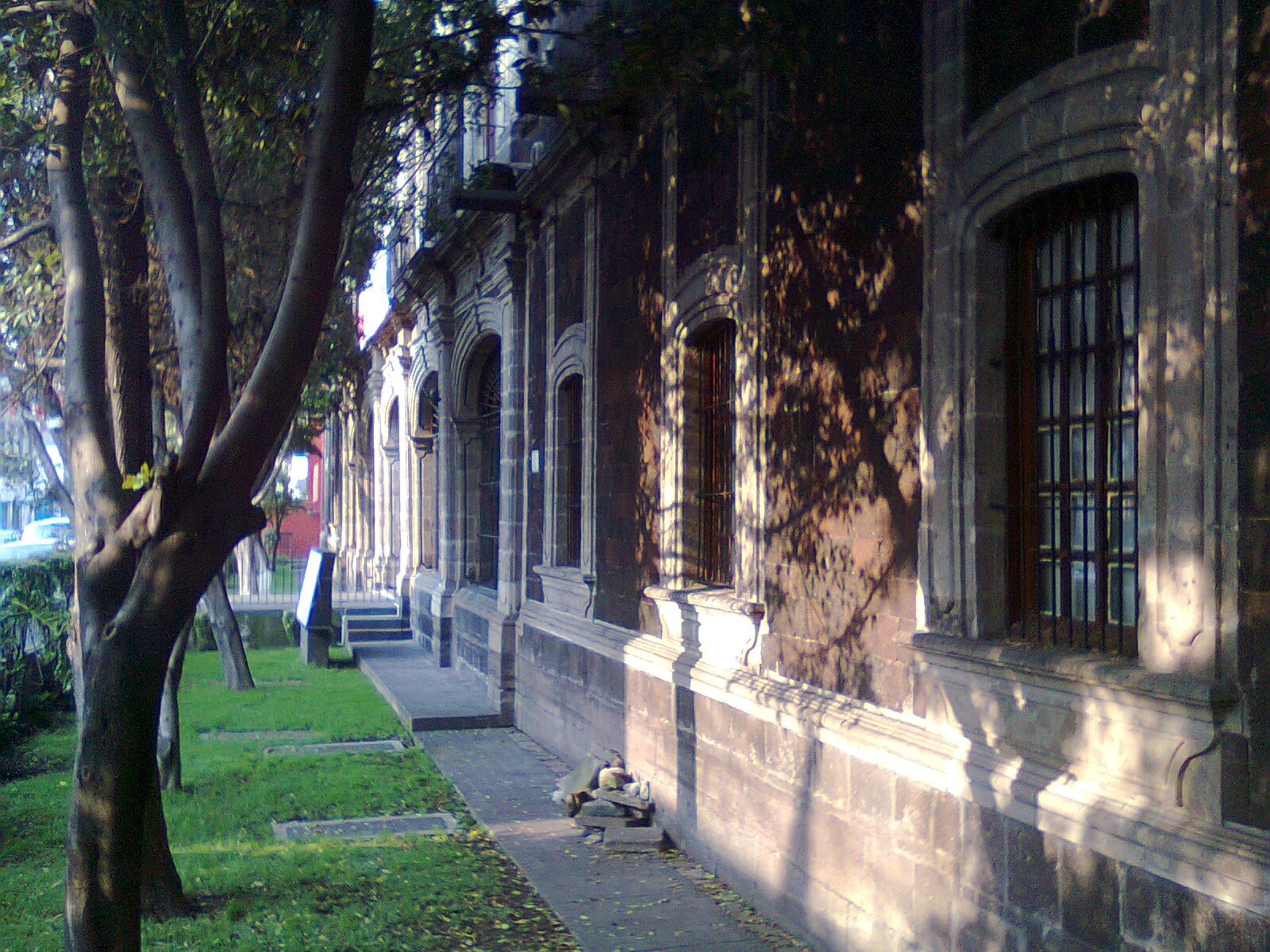
Jardín interior de la garita.

También llamada Aduana de Peralvillo o del Pulque, es la única de las garitas que sobrevive en buenas condiciones como edificio. Dada la rentabilidad que producía por el alto nivel de consumo, el pulque fue monopolizado por la Corona Española, por lo que su distribución y venta fue regulado por las autoridades reales, siendo la única bebida alcohólica americana que contó con dichos controles. La garita de Peralvillo, ubicada cerca del templo de Santiago Tlatelolco y hoy entre las calles Paseo de la Reforma norte y Goroztiza, contó con personal administrativo que cobraba impuestos por los barriles provenientes de las haciendas magueyeras de los actuales estados de Hidalgo y México.
Durante la intervención estadounidense, la garita permaneció resguardada por un batallón de infantería que no presentó combate ante los estadounidenses, a diferencia de la Garita de Belén, San Cosme o La Viga, que fueron las garitas en los que se presentaron acciones de guerra.
Declarado monumemnto nacional en 1931, conserva la fachada barroca original del siglo XVIII, aunque el resto del edificio ha sido modificado y restaurado con el paso de los siglos. La última gran intervención fue en los años sesenta, con las obras de prolongación de Paseo de la Reforma norte con lo que se perdió la parte poniente del edificio. Fue sede de la escuela Gabriela Mistral, periodo en el que dada la corriente del muralismo, fueron pintadas obras en su interior por Juan O'Gorman y Julio Castellanos[cita requerida]. Fue cedido al Instituto Mexicano Matías Romero de Estudios Diplomáticos como su sede, y desde octubre de 2012 es el Museo Indígena Antigua Aduana de Peralvillo de la Comisión Nacional para el Desarrollo de los Pueblos Indígenas.

#### Garita de Santiago o Vallejo
Se ubicó cerca del actual cruce de las avenidas Eje Central Lázaro Cárdenas y Calzada Vallejo, en terrenos que serían parte del Hipódromo de Peralvillo. Al demolerse dicho hipódromo, esta garita fue demolida y en sus terrenos se construyó la fábrica La Consolidada y finalmente un centro comercial.

#### Garita de San Cosme o de la Tlaxpana
Se localizaba en el cruce de las actuales avenidas Ribera de San Cosme y Circuito Interior-Melchor Ocampo antes Calzada de la Verónica, cerca de la zona donde el Acueducto de Santa Fe tenía una caja de agua conocida como Fuente de la Tlaxpana, razón por la cual a esta garita también se le conoció como garita de la Tlaxpana.
En la garita de San Cosme se dio otra batalla en el valle de México durante la invasión norteamericana. Después de tomado el Castillo de Chapultepec el 13 de septiembre, ese mismo día el ejército estadounidense avanzó por los acueductos que llevaban agua de Chapultepec a la ciudad: el acueducto de Belem, que llegaba a la garita del mismo nombre al poniente de la ciudad, y el acueducto de la Verónica, que llegaba a la ribera y garita de San Cosme al noroeste. Ambas garitas se defendieron durante varias horas por el ejército mexicano, pero finalmente fueron tomadas por el ejército invasor. Por la madrugada, Santa Anna decidió salir de la ciudad con el ejército y así cayó la Ciudad de México.

#### Garita de Belén

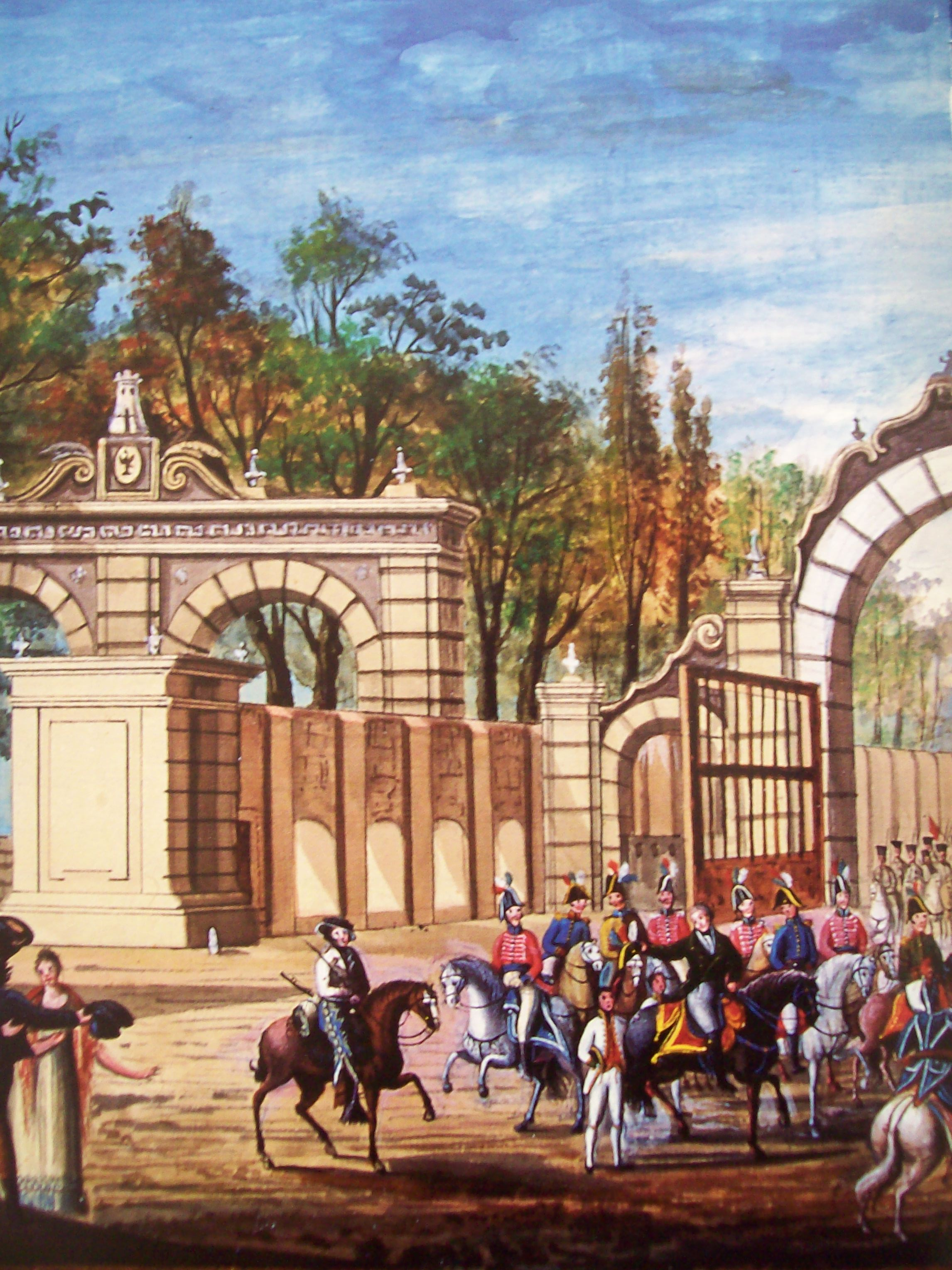
Entrada del Ejército Trigarante por la Garita de Belén a la Ciudad de México el 27 de septiembre de 1821.

Se localizaba en lo que hoy es el cruce de las avenidas Chapultepec y Bucareli, frente al Acueducto de Chapultepec. Según los grabados que se conservan de la época, la garita de Belen era un edificio con portales localizado en lo que hoy sería el mercado Juárez, y contaba con una serie de arcadas que permitían el acceso controlado desde el poniente, siguiendo el trazo del Acueducto de Chapultepec, el cual tenía un pequeño corte en la continuidad de su arcada para el acceso por el sur.
El 27 de septiembre de 1821 el ejército Trigarante accedió por esta garita a la Ciudad de México para firmar los tratados que ponían fin a la Guerra de Independencia de México. También el 13 de septiembre pero de 1847 esta garita fue tomada por el ejército estadounidense durante la guerra Estados Unidos-México, previo a su entrada a la capital el día siguiente.

#### Garita de San Antonio Abad
Se localizaba en la calzada San Antonio Abad, cerca de lo que hoy es la estación del metro Chabacano, al sur del Centro Histórico y cerca del Río Piedad.

#### Garita de La Viga
Se encontraba cerca del actual crucero de Calzada de la Viga y eje 3 sur Morelos o Jamaica,(también de ahí partía el Canal de la Derivación que era una suerte de libramiento para entrar a la Ciudad) en los márgenes del entonces Canal de La Viga, sirviendo al igual que las otras garitas como aduana, que en este caso controlaba no solo el paso de mercancías vía terrestre si no también fluvial por medio del canal, que eventualmente al comenzarse a desecar terminó convirtiéndose en el punto donde estas mercancías cambiaban de transporte acuático a terrestre. Esta garita contaba con una arcada erigida sobre un puente que atravesaba el Canal de La Viga, así como los portales en un edificio ubicado al sur del puente, estos portales daban de frente al canal y a un embarcadero.
Durante la intervención estadounidense, la garita fue defendida la tarde del 13 de septiembre de 1847 por unos 100 hombres al mando de José Pérez, junto con las garitas de Belen y San Cosme, que al caer permitieron la entrada del ejército estadounidense, al día siguiente, a la capital.
La garita fue demolida después de presentar un severo deterioro, aproximadamente a mediados de los años 50, tras la desaparición paulatina del canal iniciada en la década de los años 30.

#### Garita de Coyuya
Se localizaba en las inmediaciones de la estación Jamaica del Metro en la calzada que partía hacia el pueblo de Mixiuhca.

#### Garita de San Lázaro

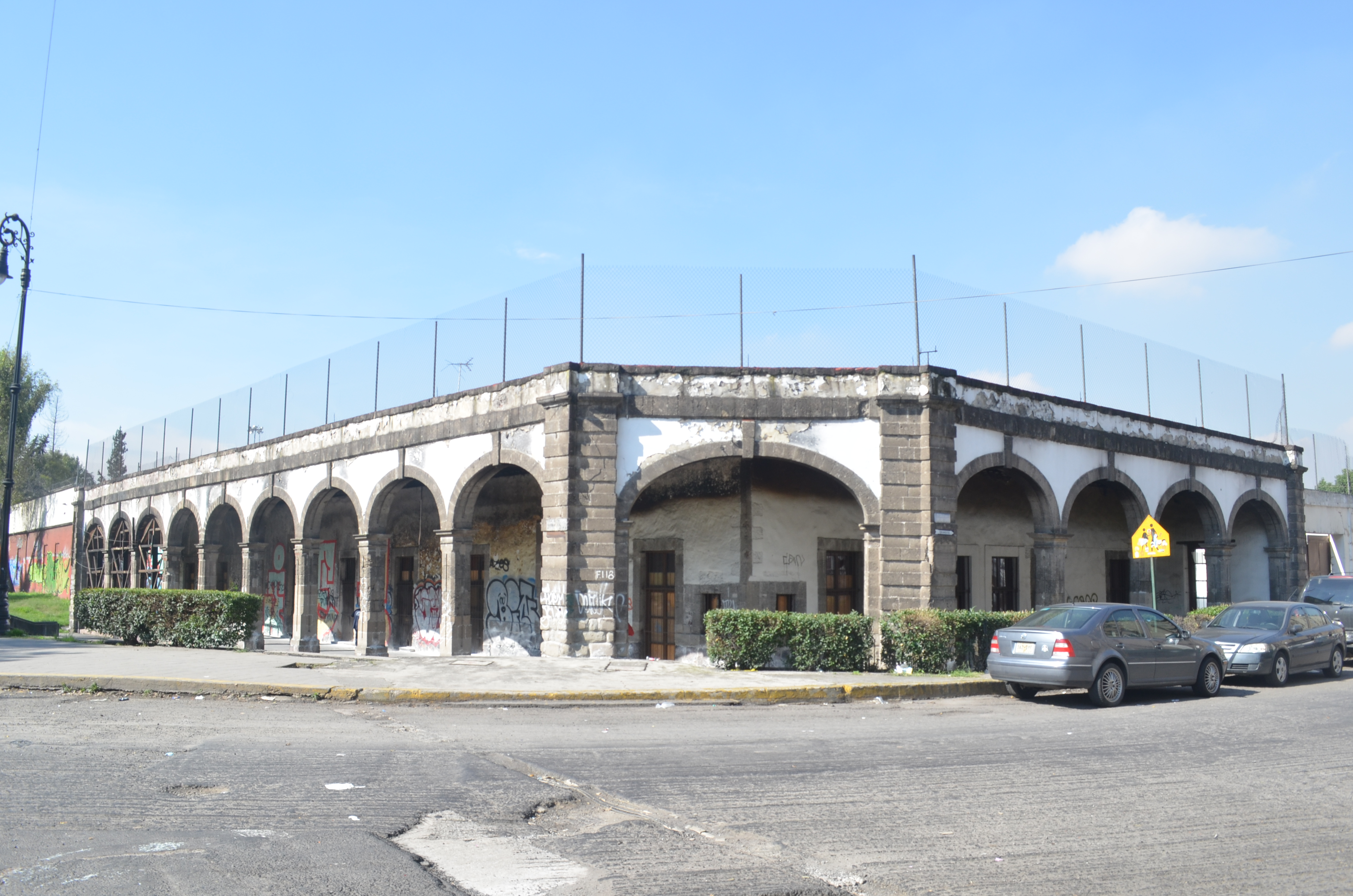
Estado actual de la Garita de San Lázaro.

Fue construida a principios del siglo XVII y se ubicó en las inmediaciones del barrio de la Merced, en el inicio del camino que conectaba a México con Veracruz vía Texcoco. El edificio de la garita sufrió durante varios siglos modificaciones importantes. Durante el siglo XVII fue "una crujía rectangular con un pórtico rústico al frente y un corral posterior". En 1896 fue acondicionada para funcionar como escuela primaria, pero en 1913 se instaló ahí la intendencia de la Dirección General de Telégrafos donde laboraba el personal de mantenimiento y un departamento de operación de líneas telegráficas, por lo que se erigió una torre metálica que sobresalía.
En 1965 el inmueble fue utilizado para bodegas y viviendas. En 1982 por decreto presidencial fue puesto bajo la custodia de la entonces SAHOP y en 1982-1983 fue acondicionado para funcionar como guardería dependiente del Palacio Legislativo.